# Zydeco
La palabra zydeco ( /ˈzaɪdəˌkoʊ/ en inglés, con la "z" sonora, como en catalán o francés) hace referencia a la música originada por la combinación de la tradición musical cajún y elementos del blues, en el sur de Estados Unidos. Es la música propia de los afroamericanos de Luisiana de lengua francesa.

## Etimología
El término zydeco proviene, según la tradición, de como los hablantes de inglés percibían la expresión Les haricots (las alubias, habichuelas o frijoles, en castellano), pronunciado en francés de Luisiana "les /zaRi'ko/",  que según algunos autores era la forma en que se denominaba, despectivamente, a los negros del delta, y según otros derivaba de una canción popular de origen francés llamada Les haricots sont pas salé, que tenía el significado, no literal, de Estos son malos tiempos. Algunos autores apuntan la tesis de que provenga de la palabra suajili zaré (danza).

## Origen musical

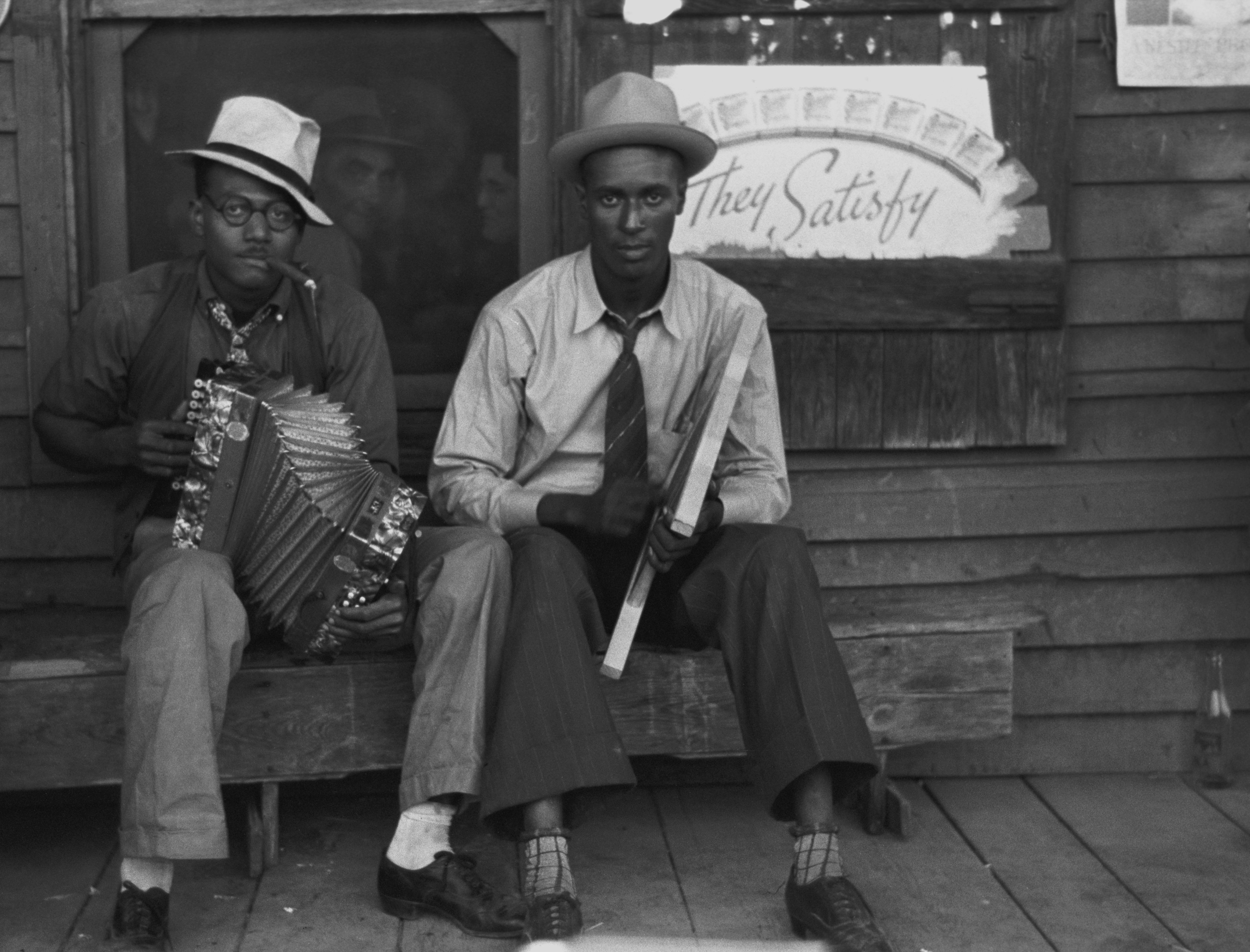
Músicos de zydeco en New Iberia (Luisiana, 1938), con acordeón y tabla de lavar.

La música cajún tiene muchos rasgos propios de las zonas francesas de origen de los primeros inmigrantes, especialmente de Poitou y Saintogne, aunque enriquecida por las aportaciones de origen alemán, irlandés y de la cultura mexicana. Las primeras grabaciones de música cajún se remontan a 1928 (Joe Falcon, con el tema Allons a Lafayette). Se trataba de música de baile, llamada popularmente Fais Dodo. (en el lenguaje infantil, "duérmete"). Por su parte, los esclavos liberados en las zonas cajún, se consideraban franceses y, aunque con un estatus social más bajo, mantenían una relación bastante buena con los cajún blancos, frente a lo común en otras zonas del sur. La música de ambos apenas presentaba diferencias, como se constata en el primer disco editado por un cajún negro, llamado Amédé Ardoin y en sus siguientes grabaciones, todas ellas muy similares a las de Falcon. Fue a partir de finales de la década de 1930, cuando la relación entre blancos y negros cajún comienza a degradarse, hasta el punto de que el propio Ardoin fue asesinado por el Ku Klux Klan al finalizar una actuación.
En esta tesitura, la música cajún blanca comienza a derivar hacia el country, mientras la de los negros lo hace hacia el blues. En esta época, a su música se le llama La-la, aunque paulatinamente esta denominación se va sustituyendo por la de zydeco.
Las primeras grabaciones de campo de música cajún negra, hechas por John Lomax en Luisiana, incluyen un tema denominado Cajun Negro Fais Dodo Tune, interpretado por Ellis Evans (armónica) y Jimmy Lewis (washboard o tabla de lavar), y la primera versión conocida de Les haricots sont pas salé, interpretada por Austin Coleman y Joe Washington Brown, cantada a capela.

## Evolución
Al comienzo de los años 40, el zydeco seguía conservando una fuerte influencia cajún: Preponderancia del acordeón, presencia del violín y utilización de temas tradicionales (valses, pasodobles, baladas francesas...). Sin embargo, de forma creciente, el blues y otras músicas negras se fueron introduciendo en la temática zydeco, especialmente cuando el centro de gravedad de los músicos cajún negros se trasladó a Houston. Convencionalmente, se considera que el primer tema plenamente zydeco es Bon ton orla (1950) compuesta por el disc-jockey de Beaumont (Texas), Clarence Garlow, a la que se añaden pronto otras grabaciones históricas como Paper in my shoe del acordeonista Boozoo Chavis (1954) y, por supuesto, las primeras grabaciones de un joven aparcero llamado Clifton Chenier.
Chenier introdujo, además, un cambio importante respecto a la tradición cajún, sustituyendo el acordeón diatónico simple de botones alemán, de cuatro llaves en do, por el acordeón-piano moderno, que le permitió tocar blue notes. Estableció, además, una línea predominante en el desarrollo del zydeco, a la vez comercial y respetada, que marcó las dos décadas siguientes y le valió el sobrenombre de Rey del zydeco.

## Zydeco contemporáneo

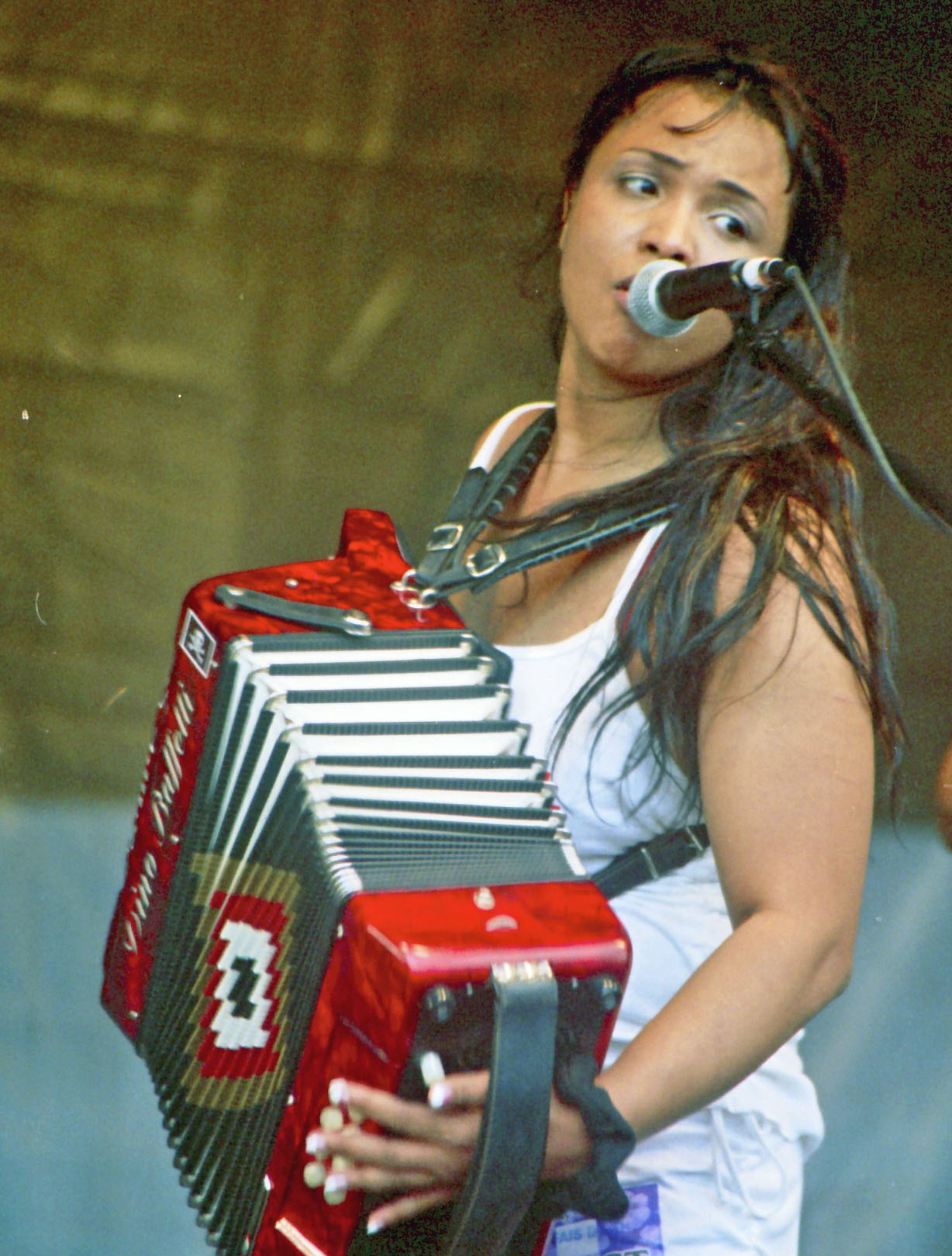
Rosie Ledet.

La posición dominante de Chenier, puede haber ocultado la gran riqueza de opciones musicales del zydeco. Por un lado, se ha mantenido durante muchos años, al menos hasta los años 80, la línea más cajún que representaba Alphonse "Bois Sec" Ardoin, un primo del malogrado Amadée, y después, por su hijo Lawrence Ardoin, que mantienen aún el acordeón de botones. Por otro lado, la línea hillbilly, representada por Conray Fontenot (Bee de la manche, 1981); la tradición de las salas de baile de Houston, representada por Sidney Babineaux y Albert Chevalier; y, por supuesto, los bluesy, como Alton "Rockin' Dopsie" Rubin, Fernest Arceneaux, Joe Walker, John Delafose o el propio hijo de Clifton, C. J. Chenier. Entre los más jóvenes, Nathan Williams o Rosie Ledet.
Los músicos más recientes de zydeco han ido perdiendo parte de la influencia blues, sustituyéndolas por influencias de góspel, soul, música disco o rap, por lo que es una de las pocas (si no la única) música rural negra que sigue siendo auténticamente popular y viva.